# Sara Warburg
Sara „Särchen“ Warburg (* 9. September 1805 in Hamburg; † 10. Oktober 1884 ebenda) war eine deutsche Unternehmerin.

## Leben und Wirken
Sara, genannt Särchen Warburg, war die einzige Tochter des Ehepaares Moses Marcus Warburg und Röschen (Rosa), geborene Hausen, genannt Abrahamson. Der Vater hatte gemeinsam mit seinem Bruder Gerson Warburg die Bank M.M.Warburg & CO ins Leben gerufen. Sara Warburg galt als hübsches Kind. Sie hielt lebenslang streng am jüdischen Glauben fest und liebte Musik.
Zu ihren Verwandten gehörte der Vetter Abraham (Aby) Samuel Warburg (1798–1856), der seit 1828 als vereidigter Makler arbeitete. Beide heirateten 1829. Das Ehepaar bekam in kurzen Zeitabständen vier Töchter und zwei Söhne. Nach dem Tod ihres Vaters erbte Sara Warburg dessen Anteile an der Bank komplett. Da ihr als Frau eine Unternehmensführung verboten war, übernahm dies ihr Mann Aby Warburg, der seit 1829 Teilhaber des Bankhauses war. Von 1831 bis 1837 beteiligte sich auch Abys Vetter Elias Warburg als Geschäftspartner.
Die Geschäfte des Bankhauses entwickelten sich gut. 1832 bezog sie neue Räumlichkeiten in der Zweiten Marktstraße 131, zwei Jahre später in der Nummer 22. Nachdem das Unternehmen 1853 den Sitz an den Neuen Wall 36 verlegt hatte, nutzte die Familie Sara Warburgs das Gebäude in der Zweiten Marktstraße 22 als Wohnhaus. 1856 bekam die Bank einen neuen Sitz in der Admiralitätstraße 58, zwei Jahre später in der Admiralitätstraße 44 und 1860 schließlich in der Hermannstraße 44.
Aby Samuel Warburg starb am 8. Juli 1856. Sara Warburg übernahm daraufhin als Alleininhaberin der Bank die Unternehmensführung. Gemäß geltendem Recht bekam sie einen „Geschlechts-curator“ zur Seite gestellt. Diese Position übernahm der jüdische Kaufmann und langjährige Freund der Familie, August Sanders, der von Ende 1848 bis Mitte 1855 der Deutsch-Israelitischen Gemeinde vorgestanden hatte. Sanders räumte Sara Warburg freie Hand bei der Geschäftsführung ein. Auch stimmte er zu, dass der vorzeitig für mündig erklärte älteste Sohn Siegmund am 23. Juli 1856 zum Generalbevollmächtigter ernannt wurde. Damit führte sie die Geschäfte de facto alleine und konnte gesetzliche Auflagen für Frauen in derartigen Positionen umgehen. 1856 erwarb M.M.Warburg & CO Anteile an der neu gegründeten Norddeutschen Bank und der Vereinsbank, konzentrierte sich selbst jedoch auf Geschäfte mit Devisen und Wechseln. Die Wirtschaftskrise von 1857 überstand das Unternehmen erfolgreich.
Am 1. Januar 1859 übertrug Sara Warburg ihrem Sohn Siegmund als „firmierendem Compagnon“ Geschäftsanteile. In einem Gesellschaftervertrag legte sie fest, dass er „in besonders wichtigen Angelegenheiten die Ansicht der Madame Warburg einzuholen und in Übereinstimmung mit derselben zu verfahren“ habe. Der Sohn Moritz M. trat mit erreichter Volljährigkeit als „Associé“ bei M.M.Warburg & CO ein und erhielt am 1. Januar 1863 ebenfalls Geschäftsanteile mit gleichlautendem Gesellschaftervertrag wie sein Bruder zuvor.
Sara Warburg führte das Bankhaus matriarchalisch zum viertgrößten Hamburger Finanzinstitut hinter den Bankiers Salomon Heine, Conrad Hinrich Donner und der Berenberg Bank. Nach dem Tod Salomon Heines konnte sie im Sommer 1865 über den Erben Carl Heine, mit dem sie eine Freundschaft verband, eine enge Geschäftsbeziehung mit der Rothschild-Bank in London herstellen. 1865 vermachte sie ihre Geschäftsanteile den beiden Söhnen und schied um diese Zeit aus der Geschäftsführung aus.
Sara Warburg ging mit einem sorgsam formulierten Übergabevertrag, der sie finanziell großzügig absicherte, in den Ruhestand. Sie lebte danach in einem von ihr gekauften Haus in der Rothenbaumchaussee 49. Sie übernahm den Vorsitz mehrerer jüdischer Wohlfahrtsvereine, denen sie Spenden zukommen ließ, und hatte dort eine eigene Haussynagoge.
Laut der Literaturhistorikerin Allison Machlis Meyer schildert Heinrich Heine in seinem Gedicht Ein Jüngling liebt ein Mädchen gemäß den Aufzeichnungen von Aby Warburg seine unerwiderte Liebe zu Abys Großmutter Sara Warburg (1805–1884).

## Familie
Sara Warburg verheiratete ihre Söhne und Töchter aus wirtschaftlichen Interessen und hatte somit großen Einfluss auf die Entwicklung der Familie Warburg.
- Die Tochter Rosa (1833–1908) ehelichte um 1852 Paul Schiff (1829–1893), der bei der von Albert Salomon Anselm von Rothschild geleiteten Wiener Creditanstalt Bank einen Direktorenposten hatte.
- Siegmund Warburg heiratete Théophile Rosenberg (1840–1905), die bei Eheschließung eine große Mitgift in die Ehe einbrachte, von der zwei Drittel dem Bankhaus zufließen mussten. Das Ehepaar mit Wohnsitz am Alsterufer 18 begründete die sogenannten „Alsterufer-Warburgs“. Über die Heirat von Théophiles Schwester Anna mit dem Bankier Horace de Gunzburg (1833–1909) entstanden Kontakte zwischen der von ihm geleiteten Bank in Sankt Petersburg und M.M.Warburg & CO.
- Moritz M. Warburg heiratete Charlotte Oppenheimer und verschaffte der Familie somit Kontakte zu jüdischen Bankhäusern in Frankfurt am Main. Die Familie begründete die „Mittelweg-Warburgs“.
- Die Ehe der ältesten Tochter Marianne (1830–1882) 1852 in London mit Samuel Zagury entwickelte sich dagegen nicht erfolgreich, da es sich bei dem Ehemann um einen Betrüger handelte. Die Scheidung 1859 führte zu großen finanziellen Verlusten für die Familie Warburg.